# Peyman Akbari
Peyman Akbari est un joueur iIranien de volley-ball né le 23 octobre 1972 à Harsin devenu entraîneur de volley-ball.

## Palmarès

### Entraîneur

#### Paykan
- Championnat masculin AVC des clubs (1)
- Vainqueur : 2010

- Championnat d'Iran (1)